# ولکوا
ولکوا (به لاتین: Velkua) یک عوارض جغرافیایی در فنلاند است که در تورکو واقع شده‌است.

## خصوصیات
ولکوا ۳۱٫۲۱ کیلومترمربع مساحت و ۲۳۳ نفر جمعیت دارد.